# Salvatierra de Esca (ort)
Salvatierra de Esca är en kommunhuvudort i Spanien.   Den ligger i provinsen Provincia de Zaragoza och regionen Aragonien, i den nordöstra delen av landet, 300 km nordost om huvudstaden Madrid. Salvatierra de Esca ligger 591 meter över havet och antalet invånare är 267.
Terrängen runt Salvatierra de Esca är kuperad.Runt Salvatierra de Esca är det mycket glesbefolkat, med 2 invånare per kvadratkilometer. Närmaste större samhälle är Ansó, 17,3 km nordost om Salvatierra de Esca. I omgivningarna runt Salvatierra de Esca växer i huvudsak blandskog.